# 足立荘
足立 荘（あだち そう、明治3年4月8日（1870年5月8日） - 昭和22年（1947年）11月15日）は日本の実業家。日本徴兵保険社長（1936-1941）。教育者足立正の弟。

## 経歴
鳥取県上道村（現在の境港市上道町）に足立国五郎の次男として生まれる。父・国五郎は村の助役、収入役、村会議員等を歴任した人物。
旧制鳥取県尋常中学校（現在の鳥取県立鳥取西高等学校）を経て、明治25年（1892年）慶應義塾大学部文学科を卒業し時事新報社に入社。主として翻訳小説を同紙上に掲載する。後政治部に転じ、専ら外交、政治方面に活動し伊藤博文、陸奥宗光等の知遇を得た。日清戦争では大本営付き主任記者となり、後政治部長に栄進、明治34年（1901年）編集長となる。日露戦争では従軍記者として北満を取材。
明治43年（1910年）退社して実業界に入り、徴兵保険の必要性を自ら主唱して財界各方面の有力者を糾合、1911年に門野幾之進を社長に日本徴兵保険株式会社（現在の大和生命保険）が設立されると専務としてその経営にあたり、1936年には同社社長に就任した。
内国貯金銀行、浜松銀行、常陽銀行、共同保全、日本楽器、日本不動産、日本商工、秩父電線製造所の各役員も務めた。

## 家族 親族
- 兄・足立正 (教育者)
- 妻 いち（東京府、柳下重和長女）
- 長男 三郎
- 養子 茂（千葉県、稲葉徳次郎弟） ‐ 慶大法科卒、日本絹糸、鐘淵紡績を経て上海製造絹糸取締役。[6]
- 長女 きみ子（愛知県、横江芳男に嫁す）
- 三女 たき（東京府、柳下長太の養子）
- 四女 八重（養子茂の妻）
- 五女 すえ（大阪府、日本商工社長・馬場鶴蔵に嫁す）
- 七女・フミ（神奈川県、神崎享二に嫁す）

## その他
- 鳥取県上道村、東京府豊多摩郡渋谷町神泉（現在の渋谷区神泉町）、麻布区（現在の港区）等に居住した。
- 福澤諭吉家の家庭教師を務めたこともあった。